# Présidence de Bombay

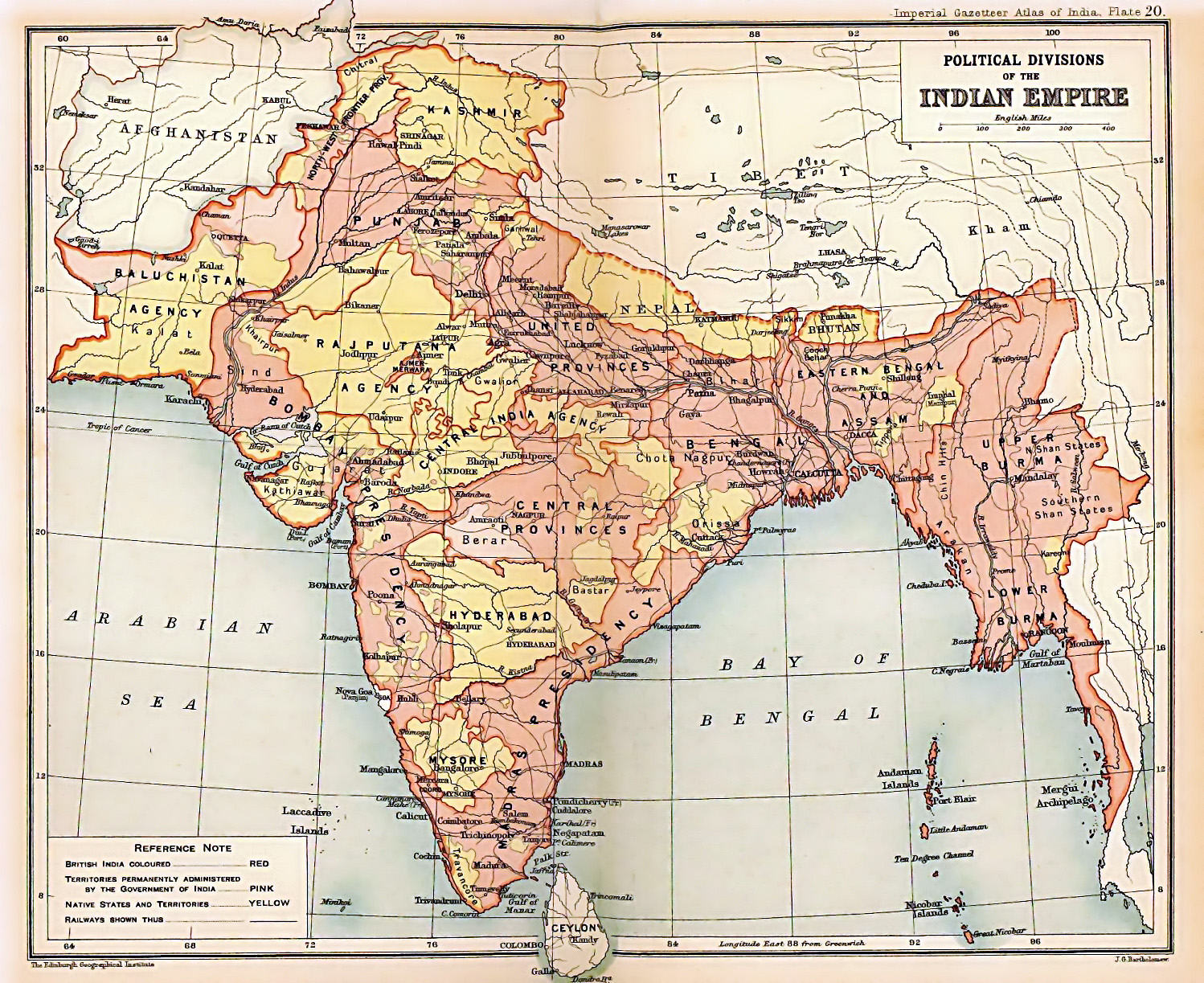
Situation administrative du Monde indien en 1909, jaune pour les États princiers et rose pour les présidences.

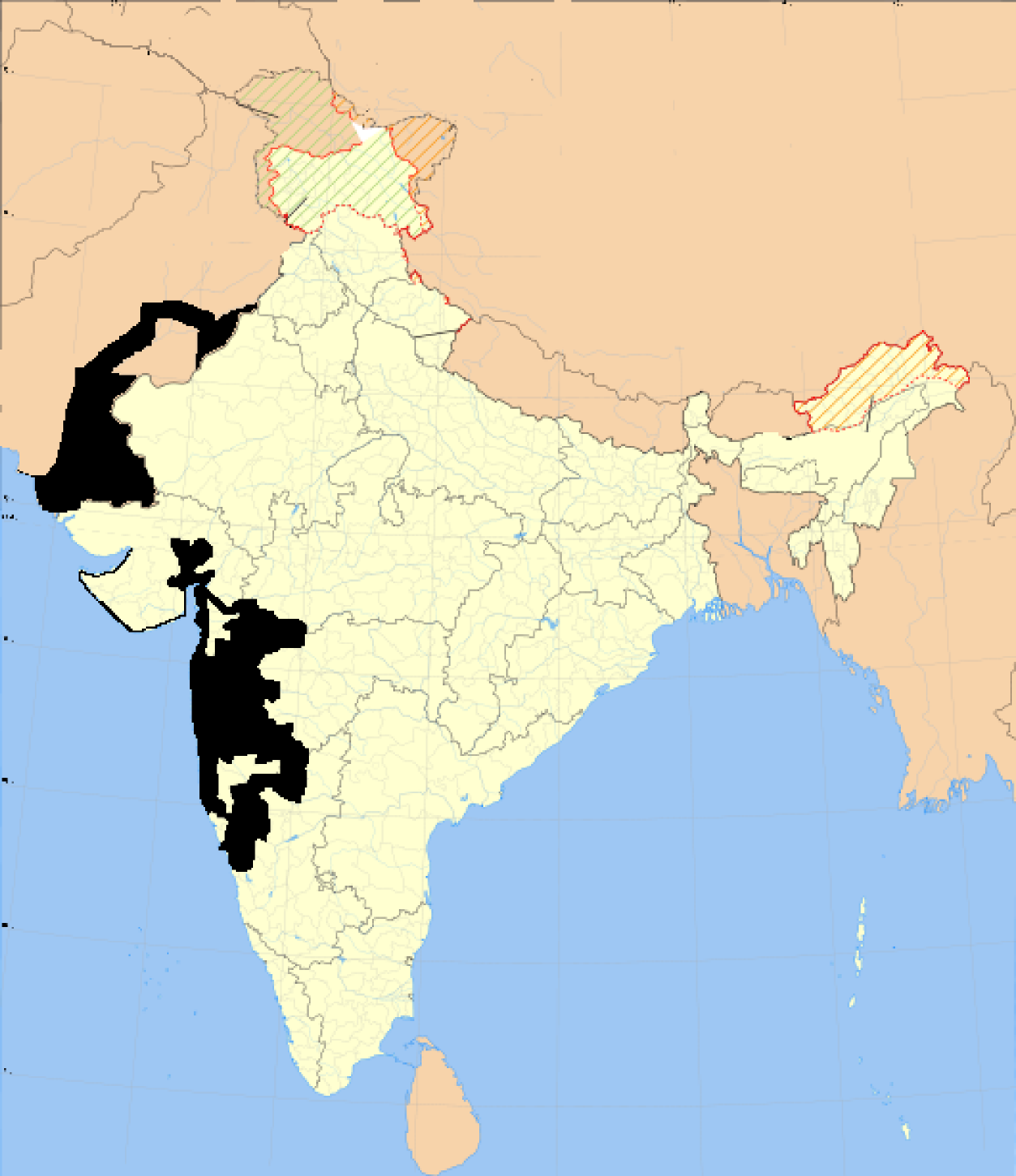
Présidence de Bombay en noir, 1906.

La présidence de Bombay était l'une des trois entités administratives de l'Inde britannique. Elle a commencé à Surat au XVIIe siècle comme comptoir pour la Compagnie anglaise des Indes orientales pour finir par englober une partie de l'Ouest indien, du Pakistan et de la Péninsule arabique. En Inde cela représentait, au plus fort de son extension, l’État du Gujarat, les deux tiers du Maharashtra et le Nord-Ouest du Karnataka, la province pakistanaise Sindh, de 1847 à 1935, Aden au Yémen de 1839 à 1939 mais pas les États princiers.
La présidence avait sa propre force armée.

## Liste des gouverneurs

### Gouverneurs royaux
Au mariage de Charles II d'Angleterre avec Catherine de Bragance, cette dernière amenait en douairie Bombay, le 19 mars 1662, le premier gouverneur était nommé.
- Abraham Shipman (en) du 19 mars 1662 au 1er novembre 1664
- Humphrey Cooke (en) de février 1665 au 5 novembre 1666
- Gervase Lucas (en) du 5 novembre 1666 au 21 mai 1667
- Henry Gary (en) du 22 mai 1667 au 23 septembre 1668

### Gouverneurs de la Compagnie
Le 21 septembre 1668, par la charte du 27 mars 1668, la gouvernance de Bombay fut cédée à la Compagnie anglaise des Indes orientales pour 10 livres de l'époque. Dans les premiers temps, 1668 à 1687, le gouverneur siégeait à Surat et Bombay avait un gouverneur délégué.
- George Oxeden (en) du 23 septembre 1668 au 14 juillet 1669
- Matthew Gray (en) du 14 juillet 1669 au 7 juin 1672
- Gerald Aungier (en) du 7 juin 1672 au 30 juin 1677
- Henry Oxenden (en) du 30 juin 1677 au 27 octobre 1681
- John Child (en) du 27 octobre 1681 au 27 décembre 1683
- Richard Keigwin (en) du 27 décembre 1683 au 19 novembre 1684
- Charles Zinzan (en) du 19 novembre 1684 à 1685
- John Wyborne (en) de 1685 au 2 mai 1687
- John Child du 2 mai 1687

au 4 février 1690
- Bartholomew Harris (en) du 4 février 1690 au 10 mai 1694
- Daniel Annesley (en) du 10 mai 1694 au 17 mai 1694
- John Gayer (en) du 17 mai 1694 à novembre 1704
- Nicholas Waite (en) de novembre 1704 à septembre 1708
- William Aislabie (en) de septembre 1708 au 11 octobre 1715
- Stephen Strutt (en) du 11 octobre 1715 au 26 décembre 1715
- Charles Boone (en) du 26 décembre 1715 au 9 janvier 1722
- William Phipps (en) du 9 janvier 1722 au 10 janvier 1729
- Robert Cowan (en) du 10 janvier 1729 au 22 septembre 1734
- John Horne (en) du 22 septembre 1734 au 7 avril 1739
- Stephen Law du 7 avril 1739 au 15 novembre 1742
- John Geekie (en) du 15 novembre 1742 au 26 novembre 1742
- William Wake (en) du 26 novembre 1742 au 17 novembre 1750
- Richard Bourchier (en) du 17 novembre 1750 à 1760
- John Holkell (en) de 1760 au 28 février 1760
- Charles Crommelin (en) du 28 février 1760 au 27 janvier 1767
- Thomas Hodges (en) du 27 janvier 1767 au 23 février 1771
- William Hornby (en) du 26 février 1771 au 1er janvier 1784
- Rawson Hart Boddam (en) du 1er janvier 1784 au 9 janvier 1788
- Andrew Ramsay (en) du 9 janvier 1788 au 6 septembre 1788
- William Medows (en) du 6 septembre 1788 au 21 janvier 1790
- Robert Abercromby du 21 janvier 1790 au 26 novembre 1792
- George Dick (en) du 26 novembre 1792 au 9 novembre 1795
- John Griffith (en) du 9 novembre 1795 au 27 décembre 1795
- Jonathan Duncan (en) du 27 décembre 1795 au 11 août 1811
- George Brown (en) du 11 août 1811 au 12 août 1812
- Evan Nepean du 12 août 1812 au 1er novembre 1819
- Mountstuart Elphinstone du 1er novembre 1819 au 1er novembre 1827
- John Malcolm du 1er novembre 1827 au 1er décembre 1830
- Thomas Sidney Beckwith (en) du 1er décembre 1830 au 15 janvier 1831
- John Romer (en) du 17 janvier 1831 au 21 mars 1831
- John FitzGibbon 21 mars 1831 au 17 mars 1835
- Robert Grant du 17 mars 1835 au 9 juillet 1838
- James Farish (en) du 11 juillet 1838 au 31 mai 1839
- James Rivett-Carnac (en) du 31 mai 1839 au 27 avril 1841
- William Hay Macnaghten du 27 avril 1841 au 28 avril 1841
- George William Anderson] du 28 avril 1841 au 9 juin 1842
- George Arthur (en) du 9 juin 1842 au 6 août 1846
- Lestock Robert Reid (en) du 6 août 1846 au 23 janvier 1847
- George Russell Clerk (en) du 23 janvier 1847 au 1er mai 1848
- Lucius Cary, 10e vicomte Falkland, du 1er mai 1848 au 26 décembre 1853
- John Elphinstone du 26 décembre 1853 au 11 mai 1860
- George Russell Clerk (en) de 11 mai 1860 à 24 avril 1862

### Gouverneurs de la Couronne (1862-1948)
Après la révolte des Cipayes en 1857, la Compagnie anglaise des Indes orientales est montrée du doigt pour sa gestion de l'Inde. Le 2 août 1858, le Parlement du Royaume-Uni abolit la Compagnie, et rétablit l'autorité directe de la Couronne sur l'Inde britannique.
| #  | Nom                                            | Portrait | Début             | Fin               | Durée (années) | Remarques[a] |
| -- | ---------------------------------------------- | -------- | ----------------- | ----------------- | -------------- | ------------ |
| 1  | Henry Bartle Frere                             |          | 24 avril 1862     | 6 mars 1867       | 5              |              |
| 2  | William Robert Seymour Vesey Fitzgerald (en)   |          | 6 mars 1867       | 6 mai 1872        | 5              |              |
| 3  | Philip Edmond Wodehouse (en)                   |          | 6 mai 1872        | 30 avril 1877     | 5              |              |
| 4  | Richard Temple                                 |          | 30 avril 1877     | 13 mars 1880      | 3              |              |
| 5  | Lionel Robert Ashburner (en)                   |          | 13 mars 1880      | 28 avril 1880     |                | Intérim      |
| 6  | James Fergusson                                |          | 28 avril 1880     | 27 mars 1885      | 5              |              |
| 7  | James Braithwaite Peile (en)                   |          | 27 mars 1885      | 30 mars 1885      |                | Intérim      |
| 8  | Donald Mackay (Lord Reay)                      |          | 30 mars 1885      | 12 avril 1890     | 5              |              |
| 9  | George Harris                                  |          | 27 mars 1890      | 16 février 1895   | 5              |              |
| 10 | Herbert Mills Birdwood (en)                    |          | 16 février 1895   | 18 février 1895   |                | Intérim      |
| 11 | William Mansfield (Lord Sandhurst)             |          | 18 février 1895   | 17 février 1900   | 5              |              |
| 12 | Henry Northcote                                |          | 17 février 1900   | 5 septembre 1903  | 3              |              |
| 13 | James Monteath (en)                            |          | 5 septembre 1903  | 12 décembre 1903  |                | Intérim      |
| 14 | Charles Cochrane Baillie (en) (Lord Lamington) |          | 12 décembre 1903  | 27 juillet 1907   | 4              |              |
| 15 | John William Muir Mackenzie (en)               |          | 27 juillet 1907   | 18 octobre 1907   |                | Intérim      |
| 16 | George Sydenham Clarke (en)                    |          | 18 octobre 1907   | 5 avril 1913      | 6              |              |
| 17 | Freeman Freeman-Thomas                         |          | 5 avril 1913      | 16 décembre 1918  | 5              |              |
| 18 | George Lloyd                                   |          | 16 décembre 1918  | 8 décembre 1923   | 5              |              |
| 19 | Maurice Hayward (en)                           |          | 8 décembre 1923   | 10 décembre 1923  |                | Intérim      |
| 20 | Leslie Orme Wilson                             |          | 10 décembre 1923  | 20 mars 1926      | 3              |              |
| 21 | Henry Staveley Lawrence (en)                   |          | 20 mars 1926      | 8 décembre 1928   | 2              | Intérim      |
| 22 | Frederick Sykes                                |          | 9 décembre 1928   | 9 décembre 1933   | 5              |              |
| 23 | John Ernest Buttery Hotson (en)[b]             |          | 1931              | 1931              |                | Intérim      |
| 24 | Michael Knatchbull                             |          | 9 décembre 1933   | 30 mai 1937       | 4              |              |
| 25 | Robert Duncan Bell (en)                        |          | 30 mai 1937       | 18 septembre 1937 |                | Intérim      |
| 26 | Lawrence Roger Lumley (en)                     |          | 18 septembre 1937 | 24 mars 1943      | 6              |              |
| 27 | John Colville                                  |          | 24 mars 1943      | 5 janvier 1948    | 5              |              |